# اویانکا السالوادور

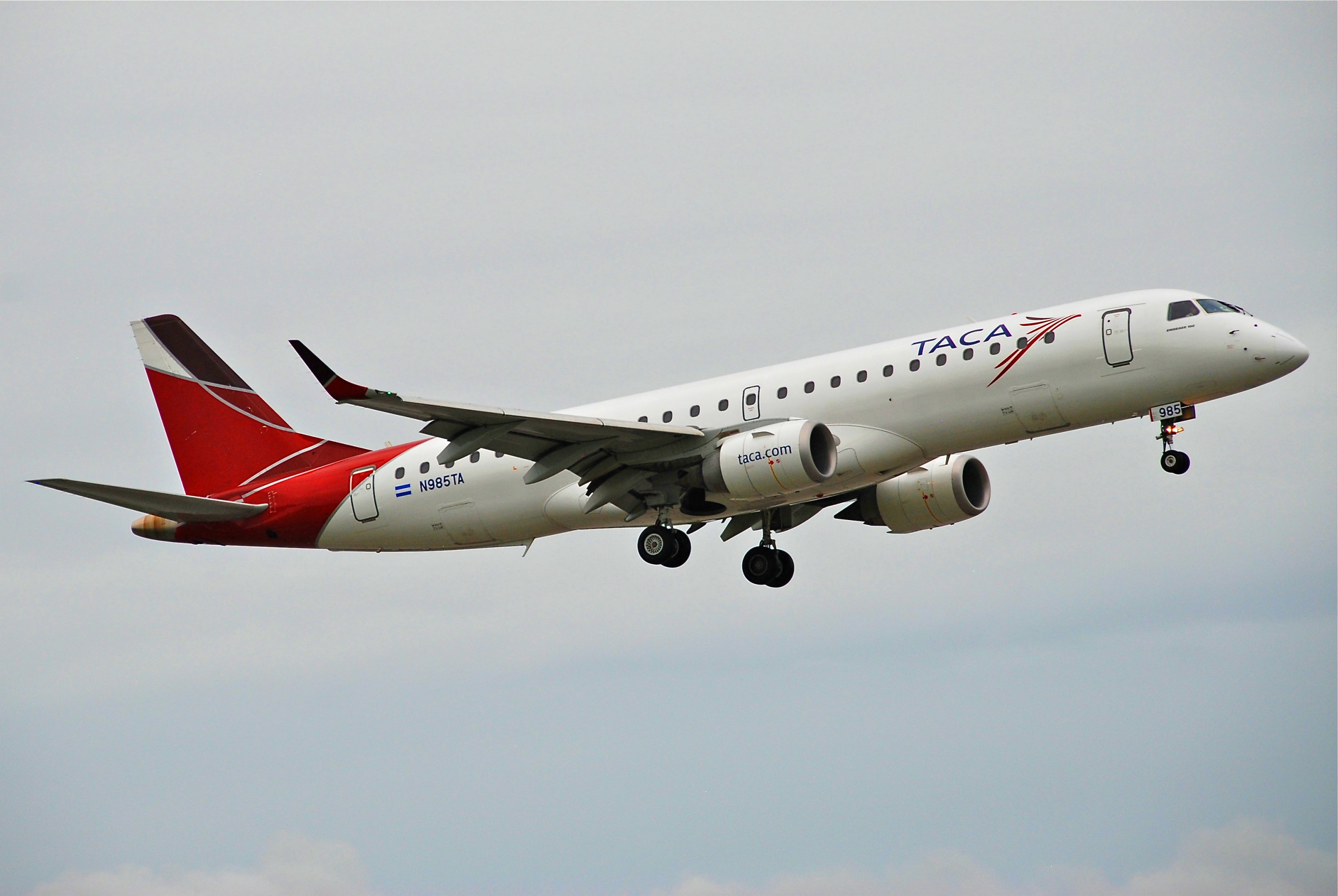
هواپیمای امبرائر ای‌آرجی ۱۹۰ متعلق به اویانکا السالوادور

اویانکا السالوادور (به انگلیسی: Avianca El Salvador) شرکت هواپیمایی حامل پرچم السالوادور است، که در سال ۱۹۳۱ تأسیس شد و در حال حاضر روزانه به ۵۰ مقصد، در آمریکای مرکزی، کارائیب، آمریکای شمالی و آمریکای جنوبی پروازهای مستقیم دارد.
دفتر مرکزی شرکت اویانکا السالوادور در شهر سان سالوادور، السالوادور قرار دارد و فرودگاه بین‌المللی السالوادور، فرودگاه بین‌المللی خورخه چاوز، فرودگاه بین‌المللی خوآن سانتاماریا، فرودگاه بین‌المللی لا آررا، فرودگاه بین‌المللی رامون ویلدا مورالس و فرودگاه بین‌المللی میامی، قطب‌های این شرکت هواپیمایی به‌شمار می‌آیند. شرکت اویانکا السالوادور در حال حاضر در ناوگان هوایی خود، دارای ۴۴ فروند هواپیمای جت مسافربری است.